# Bzowiec (Dobre Miasto)
Bzowiec (deutsch Beiswalde, früher Beiswald und Beilßwalde) ist ein Dorf im Powiat Olsztyński der polnischen Woiwodschaft Ermland-Masuren. Es ist der Verwaltungseinheit Dobre Miasto (Guttstadt) zugeordnet.

## Geographische Lage
Das Dorf liegt im ehemaligen Ostpreußen, im historischen Ermland, etwa zwanzig Kilometer südwestlich der Stadt Lidzbark Warmiński (Heilsberg) und 16 Kilometer östlich der Kleinstadt Miłakowo (Liebstadt).

## Geschichte
In der in Braunsberg verfassten Handfeste vom 14. Mai 1297 verschrieb Heinrich I. Fleming, Bischof von Ermland, dem Lokator Alexander von Lichtenau und dessen Erben sowie legitimen Abkömmlingen 100 Hufen auf dem altpreußischen Feld Rogedel (Regerteln) mit niederer Jagd und Fischerei sowie dem Recht, deutsche Dörfer und Kirchen anzulegen. Aus der Amtszeit des Fürstbischofs sind 37 solche von ihm ausgestellte Handfesten vorhanden. In der Folgezeit  wurden auf dem zugeteilten Areal die Dörfer Regerteln, Beiswalde, Deusterwald und Lauterwalde gegründet. Im 15. Jahrhundert befand sich Beiswalde im Besitz des Fabian v. Tolk.
Im Jahr 1618 besaß Wilhelm von Oelschnitz die Dörfer Regerteln, Beiswalde und Deusterwald, während das Dorf Lauterwald sich im Besitz des Kollegiatstifts Guttstatt befand. Durch einen am 20. Mai 1739 in Schmolainen vollzogenen Kaufvertrag wurden die Güter Regerteln und Beiswalde für 29.500 fl. preußischer Münze à 30 Gramm von Erbberechtigten an das Kollegiatstift zu Guttstadt verkauft.
Im 18. Jahrhundert gehörte das Dorf Beiswalde zum Amt Guttstadt. 1785 wird es als ein königliches Bauerndorf mit 43 Feuerstellen (Haushaltungen) beschrieben.
Das Bauerndorf Beiswalde hatte am 1. Dezember 1913 eine Flächengröße von 681,4 Hektar und 68 viehhaltende Haushaltungen; gezählt wurden unter anderem 172 Pferde, 378 Stück Rindvieh, 93 Schafe und 487 Schweine. Auf der Gemarkung des Dorfes standen 391 Apfelbäume, 394 Birnbäume, 610 Kirschbäume und 370 Pflaumen- und Zwetschgenbäume.
Im Jahr 1945 gehörte die Landgemeinde Beiswalde zum Landkreis Heilsberg im Regierungsbezirk Königsberg im Gau Ostpreußen des Deutschen Reichs.
Gegen Ende des Zweiten Weltkriegs wurde die Region im Frühjahr 1945 von der Roten Armee besetzt. Anschließend wurde Beiswalde zusammen mit der gesamten südlichen Hälfte Ostpreußens von der Sowjetunion besatzungsrechtlich der Volksrepublik Polen zur Verwaltung überlassen. Der Ortsname wurde zu ‚Bzowiec‘ polonisiert. In der Folgezeit wurde die einheimische Bevölkerung von der polnischen Administration aus dem Kreisgebiet vertrieben.

### Demographie
| Jahr | Einwohner | Anmerkungen                                                                     |
| ---- | --------- | ------------------------------------------------------------------------------- |
| 1782 | –         | königliches Bauerndorf mit und 43 Feuerstellen (Haushaltungen)                  |
| 1818 | 203       | königliches Bauerndorf                                                          |
| 1858 | 369       | Dorf, sämtlich Katholiken, auf einer Fläche von 2668 Morgen, in 58 Wohngebäuden |
| 1864 | 380       | am 3. Dezember                                                                  |
| 1867 | 400       | am 3. Dezember, Landgemeinde                                                    |
| 1871 | 390       | am 1. Dezember, Landgemeinde, davon eine evangelische Person und 389 Katholiken |
| 1885 | 394       | am 1. Dezember, Landgemeinde, sämtlich Katholiken                               |
| 1895 | 456       | am 2. Dezember, Landgemeinde, davon fünf Evangelische und 451 Katholiken        |
| 1910 | 426       | am 1. Dezember                                                                  |
| 1933 | 365       | [ 19 ]                                                                          |
| 1939 | 354       | [ 19 ]                                                                          |